# 富士市立元吉原小学校
富士市立元吉原小学校（ふじしりつもとよしわらしょうがっこう）は、静岡県富士市今井にある公立小学校。
校地面積25,452m2（うち校舎面積5,435m2、屋体面積1,119m2）。

## 目標
学校教育目標
- 人として「熱く　優しく　たくましく」

重点目標
- 「自分で　みんなで　さいごまで」

## 沿革
- 1874年 （明治7年）10月 - 公立香久舎設立
- 1881年 （明治14年）7月 - 砂山に新設 村立小学校松籟学校に改称
- 1889年 （明治22年）4月 - 村立元吉原尋常小学校に改称
- 1918年 （大正7年）4月 - 元吉原尋常高等小学校に改称
- 1932年 （昭和7年）4月 - 元吉原尋常高等小学校に改称
- 1934年 （昭和9年）4月 - 元吉原今井545の2番地に新築
- 1941年 （昭和16年）4月 - 国民学校施行に伴い吉原村立元吉原国民学校に改称
- 1947年 （昭和22年）4月 - 学制改革により元吉原村立元吉原小学校に改称
- 1955年 （昭和30年）12月11日 - 市村合併により、吉原市立元吉原小学校に改称
- 1966年 （昭和41年）11月1日 - 吉原市、富士市、鷹岡町合併により、富士市立元吉原小学校に改称
- 1974年 （昭和49年）11月30日 - 創立100周年記念祝賀式 挙行
- 1977年 （昭和52年）2月19日 - 電車・ＳＬ展示館落成
- 2006年 （平成18年）7月15日 - 誓いの碑建立
- 2019年 （令和元年）6月22日 - 空調設備設置

## 進学先中学校
- 富士市立元吉原中学校[3]

## 生徒数・学級数・職員数
| 生徒数                  | 学級数 | 職員数 |
| ----------------------- | ------ | ------ |
| 203人                   | 12(1)  | 22人   |
| ※カッコ内は特別支援学級 |        |        |